# Coelandria
Coelandria es un género  de orquídeas originarias de Malasia y Australia posiblemente formado por cinco especies epífitas, ocasionalmente litófitas, cuyas inflorescencias se asemejan a un cepillo circular lleno de flores pequeñas pero muy vistosas. Son muy aprecidas por los coleccionistas y razonablemente comunes en su cultivo. Fueron clasificadas en el género Dendrobium hasta el año 2003.

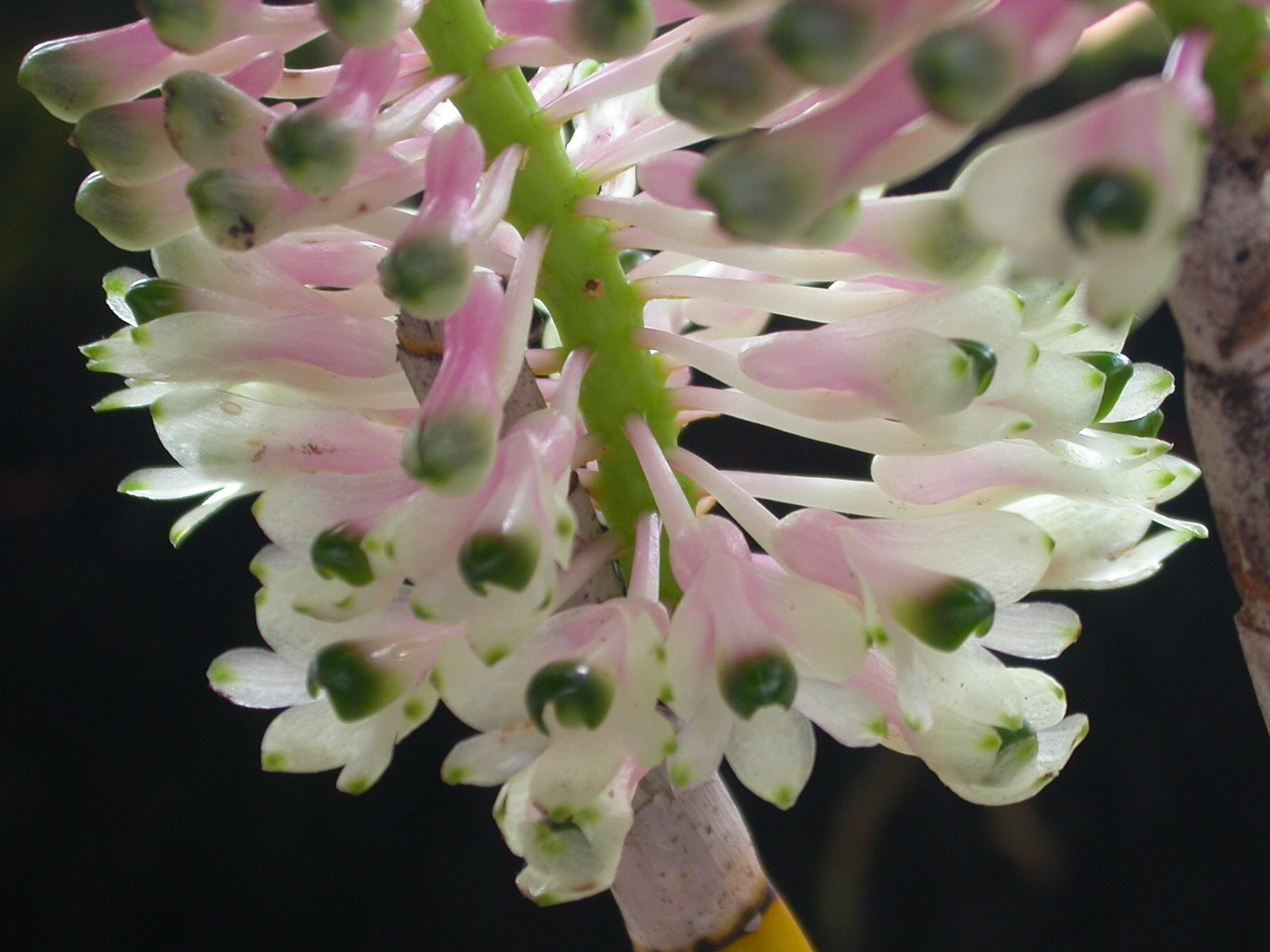
Detalle de inflorescencia

## Descripción
La mayoría de las especies producen pseudobulboss erectos redondeados, cilíndricos o ligeramente fusiformes, en ocasiones excepcionales. Las hojas se distribuyen por todo el tallo cuando son nueva, después termina con sólo unas pocas o ninguna. La inflorescencia es densa, corta y ancha, con pequeñas flores rígidas y brillantes de varios colores, con el labio a menudo de un color diferente al resto de la flor y el nectario en la base. Tienen cuatro polinias.

## Distribución y hábitat
Especies se encuentran sobre los árboles, tocones y rocas en las tierras bajas, bosques abiertos, cercanos a ríos en el borde de la selva en Malasia, Molucas, Nueva Guinea y Queensland (Australia).

## Evolución, filogenia y taxonomía
Es uno de los seis grupos naturales en que el género Dendrobium se divide. Muchos taxonomistas aún prefieren clasificar las especies en el género Dendrobium.
Son especies segregadas de Dendrobium por Clements en 2003.
El género comprende actualmente nueve especies. La especie tipo es Coelandria smillieae.

## Etimología
Coelandria se deriva del griego koilos (hueco) y antera (anteras), refieriémdose a las polinias en una cavidad falsa en el labio.

## Especiesseleccionadas
- Coelandria andreemillariae (T.M.Reeve) M.A.Clem. (2003)
- Coelandria chrysoglossa (Schltr.) M.A.Clem. (2003)
- Coelandria coccinea (Kraenzl.) M.A.Clem. (2003)
- Coelandria concavissima (J.J.Sm.) M.A.Clem. (2003)
- Coelandria fornicata (Schltr.) M.A.Clem. (2003)
- Coelandria fracta (T.M.Reeve) M.A.Clem. (2003)
- Coelandria glomerata (Rolfe) M.A.Clem. (2003)
- Coelandria obtusa (Schltr.) M.A.Clem. (2003)
- Coelandria smillieae (F.Muell.) Fitzg. (1882)